# Sash!
Sash! är ett tyskt DJ/producentteam, med Sascha Lappessen (född 10 juni 1970 i Nettetal, Tyskland), som frontman. Han samarbetar i studion med Ralf Kappmeier och Thomas "Alisson" Lüdke. De startade som grupp 1995 och producerar musik inom genrerna trance, progressiv house och eurodance.
Sash! hade en period av hits i Europa under senare delen av 1990-talet, och i England nådde "Encore Une Fois", "Ecuador", "Stay", "Mysterious Times" och "Adelante" alla andraplatsen på singellistan. De använder sig ofta av olika mer eller mindre kända gästsångare, till exempel Dr. Alban och Boy George. Genom gästsångarna har Sash! blivit den musikgrupp som har fått hits på flest språk: franska ("Encore Une Fois"), spanska ("Adelante" och "Ecuador"), italienska ("La Primavera") och engelska ("Stay" och "Mysterious Times" m.fl.). De har dessutom spelat in låtar med text helt eller delvis på danska ("Together Again"), swahili ("Colour the World") och japanska ("Ganbareh!").

## Diskografi

### Studioalbum
- 1997 - It's My Life #6 England #38 Tyskland #12 Sverige
- 1998 - Life Goes On #5 England #31 Tyskland #11 Sverige
- 2000 - Trilenium #13 England #43 Tyskland #14 Sverige
- 2002 - S4!Sash!
- 2012 - Life Is a Beach
- 2013 - Life Changes

### Samlingsalbum
- 2000 - Encore Une Fois - The Greatest Hits #33 England #62 Tyskland
- 2007 - 10th Anniversary
- 2008 - The Best Of #9 England

### Singlar
- 1996 - "It's My Life"
- 1997 - "Encore Une Fois" (med Sabine Ohmes) #2 England #16 Tyskland #6 Sverige
- 1997 - "Ecuador" (med Adrian Rodriguez) #2 England #7 Tyskland #4 Sverige
- 1997 - "Stay" (med La Trec)  #2 England #12 Tyskland #12 Sverige
- 1998 - "La Primavera" #3 England #13 Tyskland #10 Sverige
- 1998 - "Mysterious Times" (med Tina Cousins) #2 England #17 Tyskland #17 Sverige
- 1998 - "Move Mania" (med Shannon)  #8 England #56 Tyskland #33 Sverige
- 1999 - "Colour the World" (med Dr. Alban) #15 England #39 Tyskland #54 Sverige
- 1999 - "Ma Baker" (vs Boney M) #22 England #28 Tyskland #10 Sverige
- 1999 - "Adelante" (med Peter Faulhammer & Adrian Rodriguez) #2 England #17 Tyskland #7 Sverige
- 2000 - "Just Around the Hill" (med Tina Cousins)  #8 England #64 Tyskland #30 Sverige
- 2000 - "With My Own Eyes" (med Inka Auhagen)  #10 England #46 Tyskland #51 Sverige
- 2002 - "Ganbareh!" (med Mikio) #43 Tyskland
- 2002 - "Run" (med Boy George)  #48 Tyskland
- 2002 - "I Believe" (med TJ Davis) #67 Tyskland
- 2007 - "Ecuador Reloaded" (med Adrian Rodriguez)
- 2007 - "Mysterious Times Reloaded" (med Tina Cousins)
- 2008 - "Raindrops (Encore Une Fois)" (med Stunt)  #9 England #51 Tyskland
- 2010 - "All Is Love" (med Jessy De Smet)
- 2011 - "Mirror Mirror" (med Jean Pearl)
- 2012 - "What Is Life"
- 2013 - "The Secret" (med Sarah Brightman)
- 2013 - "Summer's Gone" med Tony T.)